# یواس‌اس کالاگان (دی‌دی-۷۹۲)
یواس‌اس کالاگان (دی‌دی-۷۹۲) (به انگلیسی: USS Callaghan (DD-792)) یک کشتی بود که طول آن ۳۷۶٫۴ فوت (۱۱۴٫۷ متر) بود. این کشتی در سال ۱۹۴۳ ساخته شد.